# Crassimarginatella tensa
Crassimarginatella tensa är en mossdjursart som först beskrevs av Norman 1903.  Crassimarginatella tensa ingår i släktet Crassimarginatella och familjen Calloporidae. Inga underarter finns listade i Catalogue of Life.